# Sepahua (distrito)
Sepahua é um distrito peruano localizado na Província de Atalaya, região de Ucayali. Sua capital é a cidade de Sepahua.

## Transporte
O distrito de Raymondi é servido pela seguinte rodovia:
- UC-116, que liga o distrito à cidade de Raymondi [2][3][4]